# The Unforgettable Fire (singel)
The Unforgettable Fire – piosenka rockowej grupy U2, pochodząca z jej wydanego w 1984 roku albumu o tym samym tytule. Została wydana jako drugi singel promujący tę płytę. Utwór był zainspirowany wystawą sztuki dotyczącą ofiar zrzucenia bomb atomowych na Hiroszimę i Nagasaki. Piosenka stała się kolejnym hitem zespołu w Wielkiej Brytanii, zajmując miejsce w czołowej dziesiątce (#6), a także w Holandii (#8).
„The Unforgettable Fire” został po raz pierwszy wykonany na żywo 2 września 1984 roku w Auckland, podczas koncertu w ramach trasy Unforgettable Fire Tour. Piosenka była grana podczas niemal wszystkich występów zespołu w ramach tej trasy. Utwór ten jest wykonywany w ramach trasy U2 360° Tour.

## Lista utworów

### Wersja 1
1. „The Unforgettable Fire” (4:56)
2. „A Sort of Homecoming” (na żywo z Wembley) (4:06)

Najpopularniejsze wydanie na 7".

### Wersja 2
1. „The Unforgettable Fire” (4:56)
2. „MLK” (wersja albumowa) (2:32)

Wydanie na 7", dostępne w Australii i Nowej Zelandii.

### Wersja 3
1. „The Unforgettable Fire” (4:56)

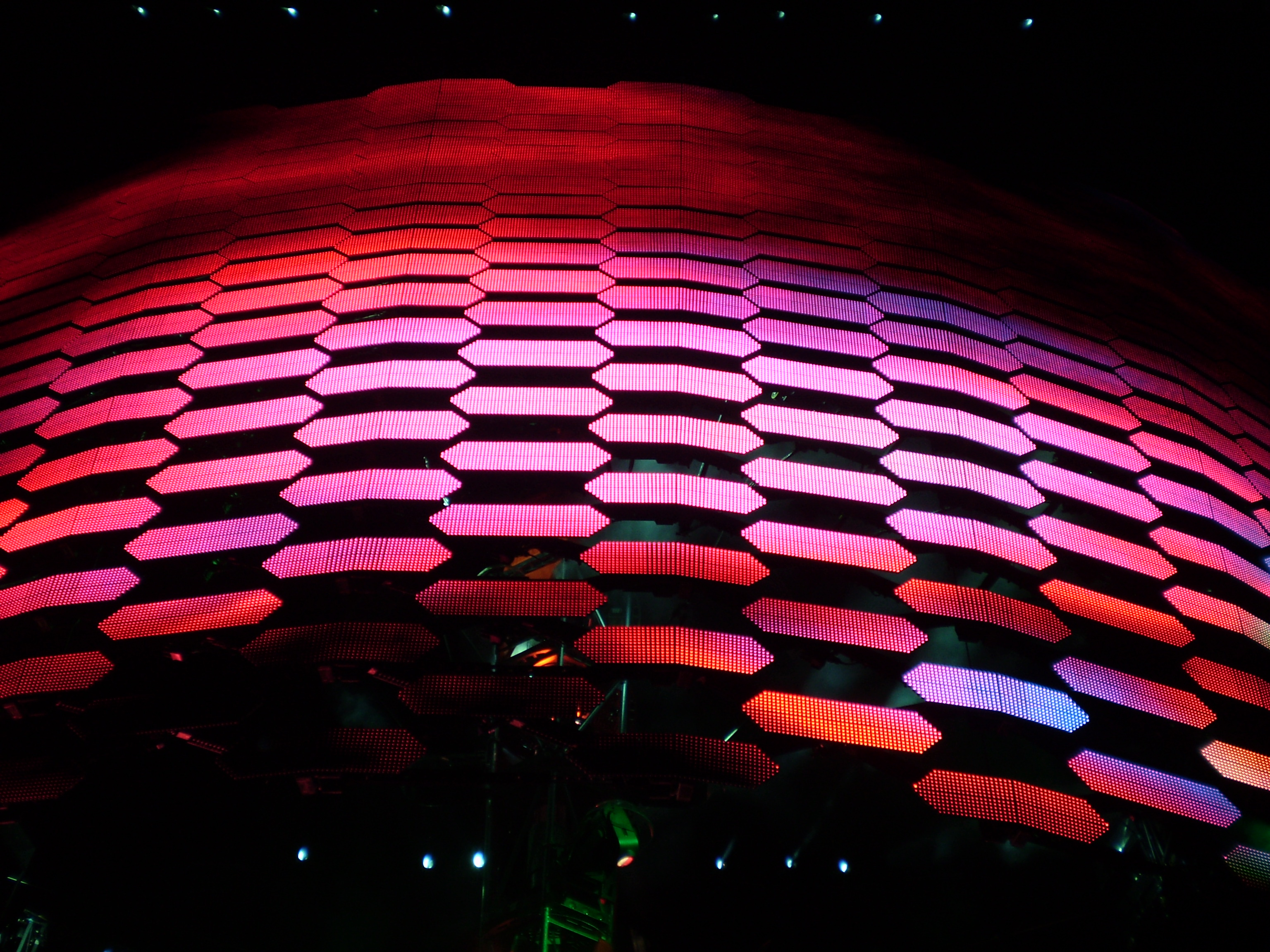
Fotografia przedstawiająca fragment okrągłego ekranu w trakcie The Unforgettable Fire podczas koncertu z trasy U2 360° Tour

2. „A Sort of Homecoming” (na żywo z Wembley) (4:06)
3. „Love Comes Tumbling” (4:45)
4. „The Three Sunrises” (3:52)
5. „Sixty Seconds in Kingdom Come” (3:15)

Podwójne wydanie na 7".

### Wersja 4
1. „The Three Sunrises” (3:52)
2. „The Unforgettable Fire” (4:56)
3. „A Sort of Homecoming” (na żywo z Wembley) (4:06)
4. „Love Comes Tumbling” (4:45)
5. „Bass Trap” (5:17)

Wydanie na 12", kasecie oraz CD.

### Wersja 5
1. „The Three Sunrises” (3:52)
2. „The Unforgettable Fire” (4:56)
3. „A Sort of Homecoming” (na żywo z Wembley Different Mix) (4:06)
4. „Love Comes Tumbling” (wersja z alternatywnym wokalem) (4:37)
5. „Bass Trap” (5:17)

Wydanie na 12" dostępne w Australii. „A Sort Of Homecoming” oraz „Love Comes Tumbling” różniły się od wersji znanych dotychczas.

## Pozycje
| Rok  | Singel                   | Kraj/Lista                         | Pozycja |
| ---- | ------------------------ | ---------------------------------- | ------- |
| 1984 | „The Unforgettable Fire” | Wielka Brytania (UK Singles Chart) | #6      |